# Макемаке (планета джудже)
Вижте пояснителната страница за други значения на Макемаке.
Ма̀кема̀ке (символ: ; на английски: Makemake), с официално регистрирано име (136472) Макемаке (на английски: (136472) Makemake), е третата по големина сред известните планети джуджета в Слънчевата система.
Открита е на 31 март 2005 г. от Майкъл Браун и негов екип от обсерваторията Паломар. Името ѝ произлиза от митологията на коренното население на Великденския остров. Диаметърът ѝ е приблизително три четвърти от този на Плутон, а орбитата ѝ е разположена изцяло извън тази на Нептун, т.е. тя е типичен транснептунов обект. Температурата на повърхността е много ниска, около 30 K (–243,15 °C), което предполага да е покрита с метан, етан и вероятно ледове от азот. Макемаке има един известен спътник – S/2015 (136472) 1, чието откриване е оповестено публично през април 2016 г.